# Aplidiopsis ocellatus
Aplidiopsis ocellatus är en sjöpungsart som beskrevs av Monniot 1996. Aplidiopsis ocellatus ingår i släktet Aplidiopsis och familjen klumpsjöpungar. Inga underarter finns listade i Catalogue of Life.